# 中國新星石油
中國石化集團新星石油有限責任公司，是一家总部设于北京的中国大型国有石油勘探企业。  
前身为成立于1955年的中华人民共和国地质矿产部石油地质与海洋地质部门。根据1996年12月7日国务院《关于同意组建中国新星石油有限责任公司的批复》(国函[1996]116号)，地质矿产部直属的西北石油地质局、西南石油地质局、中南石油地质局、华东石油地质局、华北石油地质局、东北石油地质局8个地区性石油地质局、上海海洋地质局、广州海洋地质调查局（该局海洋地质调查部分除外）和10个石油地质科研及生产辅助单位（青岛海洋地质研究所除外），于1997年1月改制成为中国新星石油有限责任公司，注册资本31亿元。2000年3月并入中国石化，成為中国石化集团新星石油有限责任公司。2001年8月，在石化集团公司对新星石油公司进行重组的基础上，石化股份公司向石化集团公司收购了新星石油公司的优质油气资产，成立了中国石油化工股份有限公司新星油气分公司。2001年9月，新星公司上市部分和非上市部分分为两套班子，此后除综合部门外其他专业部门与公司在财务、资产上相继分离，下属单位比照执行。 2002年部分单位相继分离划转：新星油气分公司所属的新星(成品油)销售分公司正式划转为中国石化集团销售实业有限公司管理；上海海洋石油局、上海海洋油气分公司分别整体划转为石化集团公司和石化股份公司直接管理；以资产置换的方式，新星油气分公司2012人的物探施工队伍划人新星石油公司管理。
新星石油公司现有职工12 894人，其中干部4 198人、工人8 696人。机关设14个部门，下辖6个地区局和5大直属企业。拥有固定资产原值57.34亿元，净值32.63亿元。新星油气分公司现有职工9 081人，其中干部4 349人、工人4 732人，分公司机关设14个部门，下辖6个地区分公司。固定资产原值95.26亿元，净值66.32亿元。

## 外部連結
- 新星石油